# 15 août 1901
Le jeudi 15 août 1901 est le 227e jour de l'année 1901.

## Naissances
- Alfred Balachowsky (mort le 24 décembre 1983), ingénieur agronome et entomologiste français d'origine russe
- Arnulfo Arias (mort le 10 août 1988), homme d'État panaméen
- Dimitri Alexandrovitch de Russie (mort le 7 juillet 1980), prince de Russie
- Evelyn Beauchamp (morte le 31 janvier 1980), aristocrate anglaise
- Jérôme Goulven (mort le 29 juillet 1992), acteur français
- Jean Aubin (mort le 6 janvier 1994), personnalité politique française
- John B. Goodman (mort le 30 juin 1991), directeur artistique américain
- Ned Washington (mort le 20 décembre 1976), compositeur et parolier de musiques de film
- Nuto Navarrini (mort le 27 février 1973), acteur italien
- Paul Evdokimov (mort le 16 septembre 1970), théologien orthodoxe
- Pierre Caron (mort le 22 février 1971), réalisateur français
- Pierre Lépine (mort le 30 mars 1989), médecin français
- Piotr Novikov (mort le 9 janvier 1975), mathématicien russe
- Sulho Ranta (mort le 5 mai 1960), compositeur finlandais
- Tokusaburō Dan (mort le 20 mai 1977), écrivain et journaliste japonais

## Décès
- Anna-Joséphine Dufour-Onofrio (née le 10 octobre 1817), femme d'entreprise suisse
- Karl Weinhold (né le 26 octobre 1823), philologue allemand

## Événements
- Publication de Midaregami de Akiko Yosano